# Ekskogen
Ekskogen is een plaats in de gemeente Vallentuna in het landschap Uppland en de provincie Stockholms län in Zweden. De plaats heeft 205 inwoners (2005) en een oppervlakte van 156 hectare.